# Toeslagenaffaire
Die Toeslagenaffaire (dt. Kindergeldaffäre) ist ein politischer Skandal, der die Niederlande seit Ende 2020 bewegt. Im Fokus stehen dabei durch den Staat fälschlicherweise zurückgeforderte Beihilfen für Kinderbetreuung. Die zu Unrecht des Sozialbetrugs beschuldigten Familien waren hauptsächlich migrantischer Herkunft. Der Skandal führte im Januar 2021 zum Rücktritt des Kabinetts Rutte III, das bis zu den Parlamentswahlen 2021 geschäftsführend tätig war.

## Verlauf
Nach kritischen Medienberichten über Sozialbetrug durch Familien aus Bulgarien hatten die Steuerbehörden auf Initiative der Koalitionsregierung von Mark Rutte (Kabinett Rutte II) den Kampf gegen Sozialmissbrauch verstärken wollen. In der Folge wurden von etwa 2013 an von Eltern Zehntausende Euro Kinderbeihilfen zurückgefordert, wobei die Vorwürfe von Anfang an umstritten waren. Rund 20.000 Eltern waren bis zum Jahr 2019 so fälschlicherweise als Betrüger dargestellt und in große finanzielle Not gestürzt worden, da die zurückzuzahlenden Zuschüsse oft Zehntausende Euro betrugen. Hintergrund war ein in 2013 eingeführtes System, das Betrug aufdecken sollte und Personen aufgrund von historischen Daten eine Risikobewertung erteilte. Die Resultate hatten besonders diskriminierendes Potential für Personen ohne niederländische Staatsbürgerschaft, Doppelbürger und Geringverdiener. 2019 musste der Finanzstaatssekretär Menno Snel (D66) aufgrund des unrechtmäßigen Vorgehens der Steuerbehörden zurücktreten. Vorwürfe richten sich zudem gegen den früheren Sozialminister Lodewijk Asscher (PvdA) wie auch gegen den damaligen amtierenden Finanzminister Wopke Hoekstra, zugleich Spitzenkandidat des Christen-Democratisch Appèl, sowie gegen den damaligen Staatssekretär im Sozialministerium und späteren Wirtschaftsminister Eric Wiebes von Ruttes rechtsliberaler VVD.
Eine parlamentarische Untersuchungskommission, die vom christdemokratischen Abgeordneten Chris van Dam geleitet wurde, warf der Regierung Ende 2020 Verletzungen der rechtsstaatlichen Grundprinzipien vor. Die Regierung sagte in der Folge jedem Opfer 30.000 Euro Schadenersatz zu. Am 15. Januar 2021 kündigte Mark Rutte den Rücktritt seines gesamten Kabinetts an, das jedoch bis zu einer neuen Regierungsbildung nach der Parlamentswahl im März 2021 geschäftsführend im Amt bleiben sollte.
Bereits im Juni 2020 hatte die niederländische Datenschutzbehörde Autoriteit Persoonsgegevens in der Untersuchung des Falles das Vorgehen als „rechtswidrig, diskriminierend und daher unangemessen“ bezeichnet. Weiter hieß es in der Pressemitteilung, „die Staatsangehörigkeit und die doppelte Staatsangehörigkeit der Antragsteller wurden […] dauerhaft und strukturell unnötig negativ berücksichtigt.“

## Reaktion
Der 600 Opfer vertretende Rechtsanwalt Orlando Kadir war der Ansicht, dass betroffene Eltern von den Steuerbehörden unter anderem nach exotisch klingenden Namen und doppelten Staatsbürgerschaften selektiert worden seien, weshalb er im Zusammenhang mit der Toeslagenaffaire von institutionellem Rassismus spricht. In der ausländischen Presse wurde im Zusammenhang insbesondere die Intransparenz und Vertuschung im politischen Betrieb sowie fehlende Kritik der niederländischen Medien am rigorosen Vorgehen der Regierung bemängelt.